# Rekord
Rekord fou una marca catalana de motocicletes, fabricades a Barcelona entre 1956 i 1960 per Manuel Peix, un mecànic electricista de cotxes. Les Rekord eren les continuadores de les Pony, i muntaven motors francesos Gnome Rhône de 125 i 175 cc en versió esportiva.